# Paulo Ferreira (pintor)
Paulo Ferreira (ou Paolo) (1911 — 1999), foi um pintor, decorador e ilustrador português. Pertence à segunda geração de pintores modernistas portugueses.

## Biografia / Obra

Cenário para A Menina dos Fantoches, Companhia Portuguesa de Bailado Verde Gaio, 1948, aguarela sobre papel, 32,0 x 44,5 cm

Faz a instrução primária na Escola Académica de Lisboa; ingressa depois no Liceu Pedro Nunes, Lisboa. Em 1921 apresenta os seus primeiros desenhos e pinturas. Entra em contacto com o meio artístico e literário português. Em 1928 faz uma estadia em Madrid, onde frequenta o Museu do Prado, iniciando-se como ilustrador após o regresso a Lisboa. Nos anos seguintes colabora no Diário de Lisboa, no Diário de Notícias e em revistas em como a ABC, Civilização, Ilustração Portuguesa, O Sempre Fixe, etc.

Camponesas

Foi um dos fundadores e o mais importante cenógrafo e figurinista da Companhia Portuguesa de Bailado Verde Gaio na década de 1940, tendo colaborado em Muro do Derrete, 1940, Dança da Menina Tonta, 1941, Imagens da Terra e do Mar, 1943, Festa no Jardim, 1947, Balada, 1948, etc. Participou em diversas Exposições de Arte Moderna do S.P.N./S.N.I. (Prémio Sousa-Cardoso, 1939; Prémio Tagarro, 1945). Integrou as equipas de decoradores das pousadas nacionais e das representações portuguesas em Feiras e Exposições Internacionais (nomeadamente nas exposições de Paris, 1937, Nova Iorque e S. Francisco, 1939, cuja equipa incluía ainda Fred Kradolfer, Carlos Botelho, Bernardo Marques, José Rocha, Emmerico Nunes e Tom). Participou na Exposição do Mundo Português (1940). Foi autor de três pinturas murais alusivas à Estremadura no Museu de Arte Popular, Lisboa.
Ao longo dos anos teve importante atividade enquanto organizador de exposições. Entre muitas outras iniciativas pelas quais foi responsável, em 1942 organizou a 1ª Exposição dos Artistas Ilustradores Modernos; comissariou a primeira retrospetiva moderna de Amadeo de Souza-Cardoso em 1958 (Casa de Portugal, Paris; sede do SNI, Lisboa); foi comissário de Portugal à Bienal de Paris, 1961; em 1972 coordenou, para a Fundação Gulbenkian, uma exposição sobre os contactos de Robert e Sonia Delaunay com Amadeo de Souza-Cardoso, Eduardo Viana, José Pacheko e Almada Negreiros, cuja troca de correspondência publicou nesse mesmo ano. Através da sua intervenção, a Gulbenkian adquiriu diversas obras de Amadeo à sua mulher, Lúcia de Sousa-Cardoso. Publicou uma última monografia de Amadeo em Paris (1995), incluindo mais correspondência inédita.
A carreira artística de Paulo Ferreira afirma-se no contexto do Estado Novo, ligando-se ao chamado estilo SNI (Secretariado Nacional de Informação). Diversificada, eclética, adaptando-se às exigências particulares de cada projeto, a sua obra plástica percorreu, no entanto, caminhos temáticos e formais contrastantes, que vão das abordagens mais convencionais à adoção de soluções de cariz expressionista; soube depois renovar-se, aderindo a um idioma abstrato "onde confluem ritmos geométricos e construtivos numa atmosfera de secreta poesia".
Foi agraciado com o grau de Oficial da Ordem Militar de Cristo em 4 de março de 1941. Fixou-se em Paris em 1949. Chefiou os serviços artísticos das Casas de Portugal em Paris, Londres e Nova Iorque entre 1954 e 1974. Está representado no Museu do Chiado, no Museu de Amarante, na Fundação Calouste Gulbenkian, etc.